# Hylastes angustatus
Hylastes angustatus är en skalbaggsart som först beskrevs av Herbst 1793.  Hylastes angustatus ingår i släktet Hylastes, och familjen vivlar. Arten är reproducerande i Sverige.